# Ballantrae (Scozia)

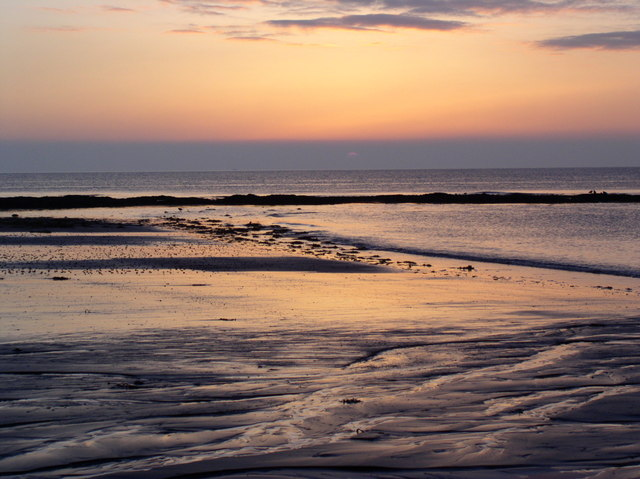
Una spiaggia di Ballantrae

Ballantrae (in gaelico scozzese:  Baile na Tràgha) è un villaggio di pescatori e località balneare sull'Oceano Atlantico della Scozia sud-occidentale, facente parte dell'area amministrativa del South Ayrshire (distretto storico: Carrick).
Il villaggio, che dal 1617 divenne un burgh of barony, era un tempo un luogo di approdo per le navi di pirati.

## Etimologia
Il toponimo in gaelico scozzese Baile na Tràgha significa letteralmente "città nei pressi della spiaggia", essendo formato dalle parole baile, "città"/"township", e tràgha, "spiaggia".

## Geografia fisica

### Collocazione
Ballantrae si trova a pochi chilometri a nord del Loch Ryan, tra le località di Girvan e Stranraer (rispettivamente a sud/sud-ovest della prima e a nord della seconda), a circa 40 km a sud/sud-ovest di Maybole.

## Monumenti e luoghi d'interesse

### Ardstinchar Castle
A Ballantrae si trovano le rovine dell'Ardstinchar Castle, un castello costruito nel corso del XV secolo, probabilmente da Hugh Kennedy.
|  |

### Glenapp Castle
Un altro castello di Ballantrae è il Glenapp Castle, costruito nel 1870 su progetto dell'architetto David Bryce per conto di James Hunter  e trasformato nel 1994 in un hotel di lusso.
|  |

### Chiesa parrocchiale
La chiesa parrocchiale di Ballantrae, in stile gotico, risale al 1819.

## Economia

### Turismo
La località è frequentata, oltre che dagli amanti della attività balneari, anche per i suoi campi da golf e da tennis.

## Ballantrae nella cultura
- A Ballantrae è ambientato il romanzo di Robert Louis Stevenson Il signore di Ballantrae (1888).[7]
- A Ballantrae è ambientato lo sceneggiato televisivo italiano del 1979, basato sull'omonimo romanzo di Robert Louis Stevenson, Il signore di Ballantrae.[8]